# Мраз М-2 Скаут
Мраз М-2 Скаут је био чехословачки потпуно дрвени једномоторни двосед нискокрилни спортски авион. 

## Пројектовање и развој
М-2 је настао као наследник успешног спортског авиона М-1 Сокол из 1946. Као и њега, пројектовао га је главни конструктор Зденек Рублич у некадашњој фирми Мраз из Хоцења. Слично М-1, био је то самоносећи нискокрилни авион са једноставним стајним трапом од пуног прамца са капотажом, потпуно дрвене конструкције. Двочлана посада седела је једно поред другог у кокпиту, испод провидног поклопца који се помера. Крило са дводелним закрилцима имало је значајно позитивно подизање на благо забаченим деловима ван средишње равни. Задње површине трупа и репа су преузете од типа М-1. 

## Технички опис
Дрвени, фурнирани, хексагонални труп је направљен у једној целини са наставцима крила и стабилизатором. Предњи део трупа капотажа мотора је била од металних лимова. Задњи део трупа је преузет од модела Мраз M-1 Сокол. Пилотска кабина са дуплим командама налазила се у тежишту авиона, а с обзиром на велике стаклене површине кабине овај авион је имао најбољу прегледност у односу на све остале моделе фабрике Бенеш-Мраз. Улаз у кабину био је могућ кроз пространа врата која се налазе са обе стране трупа. Иза седишта посаде налазио се простор за одлагање пртљага.
Погонска група се састојала од предратног ваздухом хлађеног Boxer четвороцилиндричног мотора Прага Д снаге 55 kW, који је покретао дрвени двокраки пропелер фиксног корака.
Крило је било самоносиво и састојало се од три дела. Централни део крила је са трупом представљао јединствену целину (центроплан) и носио је две ноге стајног трапа. Крило је имало класичну дрвену конструкцију - предња торзиона кутија и унутрашњи део, за који су били причвршћени спољни делови трапезоидног облика, који се скидају, били су обложени шперплочом, и платном. Крило је имало знатан позитивни диедар крила што је авиону заједно са вертикалним стабилизатором повећавао стабилилност лета. Крила су опремљњна крилцима и закрилцима.
Репне површине Конструкција вертикалног стабилизатора је била саставни део конструкције трупа. Вертикални стабилизатор је био упадљиво велик што је авиону гарантовало одличну стабилност. Хоризонтални стабилизатори су били самоносећи, сједињени са трупом. Сви фиксни делови репних површина су били обложени дрвеном лепенком. Покретне репне површине (кормила) биле су прекривене платном, кормилима се управљало сајлама.
Стајни трап овог авиона је био фиксан (није се увлачио за време лета авиона) типа трицикл (један точак напред испод кљуна авиона и два точка назад испод крила авиона). Све три ноге су имале нископритисне гуме кочнице и уљнопнеуматске амортизере. Испод репа авиона биле су уграђене челичне санке које су штитиле реп од оштећења при нерегуларном атерирању.

## Верзије
Направљен је само један примерак овог авиона и то прототип.

## Оперативна историја
Једини прототип је завршен 1948. године, када је  полетео са регистрационом ознаком OK-CEB. Слично типу М-3 Бонзо који је настао у исто време, М-2 (преименован у „ Свазак “ након комунистичког пуча ) није био комерцијално успешан, јер су после пуча сва западна тржишта за Чехословачку робу била затворена, производња је завршена тако што је направљен један прототип који је  коришћен у аеро клубу у Врхлабију 1950 -их година.  Брисан је из регистра 1963. 
Даљи развој концепта довео је до серијски направљеног потпуно металног наследника Орличан Л-40 Мета Сокол из 1956. године.

## Земље које су користиле авион
- Чехословачка